# Beautiful Future
Beautiful Future (с англ. — «Прекрасное будущее») — девятый студийный альбом шотландского музыкального коллектива Primal Scream, выпущенный 21 июля 2008 года. Трек «Necro Hex Blues» вошёл в саундтрек к игре Motorstorm: Pacific Rift.

## Стиль, отзывы критиков
Стивен Томас Эрлевайн с сайта Allmusic.com поставил альбому два с половиной балла из пяти. По его словам, даже для таких любителей экспериментов, как Primal Scream, «туманный и бесформенный» диск стал излишне новаторским: «на самом деле это не рок-альбом», заявил критик. Несмотря на то, что Эрлевайн счёл альбом «интригующим», он в то же время сравнил его с чудовищем Франкенштейна, собранным из элементов разных стилей.

## Список композиций
1. «Beautiful Future» — 5:09
2. «Can’t Go Back» — 3:44
3. «Uptown» — 4:50
4. «The Glory of Love» — 3:11
5. «Suicide Bomb» — 5:51
6. «Zombie Man» — 3:37
7. «Beautiful Summer» — 4:43
8. «I Love to Hurt (You Love to Be Hurt)» — 4:32
9. «Over & Over» — 4:33
10. «Necro Hex Blues» — 3:34
11. «The Glory Of Love» (Single Version) — 3:13
12. «Urban Guerrilla» — 3:25
13. «Time of the Assassins» — 3:38

## Над альбомом работали
- Primal Scream:
  - Бобби Гиллеспи — вокал
  - Эндрю Иннес — гитара, синтезатор, продюсирование («I Love to Hurt (You Love to Be Hurt)», «Over & Over»)
  - Мартин Даффи — клавишные
  - Даррин Муни — ударные
  - Гари Маунфилд — бас-гитара
- Бьёрн Иттлинг — продюсер
- Paul Epworth — продюсер («Beautiful Future», «Can’t Go Back»)
- Janne Hansson, Lasse Mårtén — звукорежиссеры
- Mark Rankin — звукорежиссёр («Beautiful Future», «Can’t Go Back»)
- Raj Das — помощник звукорежиссёра («Beautiful Future», «Can’t Go Back»)
- John Davis — мастеринг
- Cenzo Townshend — микширование
- Stephen Street — микширование («The Glory Of Love»)
- Mårtén Eriksson — звукозапись
- Barrie Cadogan — гитара («Can’t Go Back», «Zombie Man», «I Love to Hurt (You Love to Be Hurt)», «Over & Over», «The Glory Of Love» (Single Version), «Urban Guerrilla»)
- Emma Lindhamre — виолончель («Uptown», «The Glory of Love», «Beautiful Summer», «Over & Over»)
- Christopher ÖHman — альт («Uptown», «The Glory of Love», «Beautiful Summer»)
- Andreas Forsman, Erik Arvinder — скрипка («Uptown», «The Glory of Love», «Beautiful Summer»)
- Ellekari Larsson — вокал («Uptown»)
- Люкке Ли — вокал («Uptown», «The Glory of Love»)
- Victoria Bergsman — вокал («Uptown», «The Glory of Love», «Beautiful Summer»)
- Maria Andersson — вокал («The Glory of Love»)
- Bjorn Yttling — синтезатор («The Glory of Love»)
- Clive Goddard — звукорежиссёр («Zombie Man»)
- Youth — продюсер («Zombie Man»)
- David Nock — программирование («Zombie Man»)
- Juliet Roberts — вокал («Zombie Man»)
- Jagz Kooner — программирование («I Love to Hurt (You Love to Be Hurt)»)
- Lovefoxx — вокал, текст («I Love to Hurt (You Love to Be Hurt)»)
- Linda Thompson — вокал («Over & Over»)
- C. Mcvie — текст («Over & Over»)
- Josh Homme — гитара, текст («Necro Hex Blues»)
- Tom Stanley — звукорежиссёр («The Glory Of Love» (Single Version))
- Stephen Street — продюсер («The Glory Of Love» (Single Version))
- D. Brock, R. Calvert — текст («Urban Guerrilla»)
- House@Intro — оформление